# スティーグ・ラーソン
スティーグ・ラーソン（Stieg Larsson 英語: [stiːɡ ˈlɑrsən]、本名：Karl Stig-Erland Larsson スウェーデン語: [ˈkɑːɭ ˈstiːɡ ˈæːɭand ˈlɑːʂɔn]、1954年8月15日 - 2004年11月9日）は、スウェーデンのジャーナリスト及び作家。彼は推理小説「ミレニアム」3部作を執筆したことで最もよく知られており、死後に出版され、映画化もされた。ラーソンはストックホルムでその人生の多くを過ごし、ジャーナリズムの分野や極右について研究する独立研究者（ラーソンは反極右の立場である）として働いた。
彼はカーレド・ホッセイニに次いで、2008年に世界で2番目に売れている小説家であった。「パブリッシャーズ・ウィークリー」によると、「ミレニアム」の第3部「眠れる女と狂卓の騎士」は、2010年にアメリカで最も売れた本になった。2015年3月までに、彼のシリーズは世界中で8000万部を売り上げている。

## 生涯・人物
スウェーデン北部のシェレフテオ（Skellefteå）出身。母方の祖父母の下で育てられ、スペイン内戦に国際旅団の一員として参加した共産主義者の祖父の影響を受ける。トロツキー主義ジャーナル（Fjärde internationalen）やSFファンだったことからSF雑誌Sfären, Fijagh!の編集を手掛けた。また、1978年から1979年までスウェーデンのSFファンクラブ（Skandinavisk Förening för Science Fiction (SFSF)）の理事を務めた。
1981年にスウェーデンの通信社（Tidningarnas Telegrambyrå）でグラフィック・デザイナーとしてキャリアをスタートさせる。同会社で20年働き、イギリスの反ファシズム雑誌サーチライト（Searchlight）の編集にも携わった。1995年に政治雑誌エキスポ（Expo）を創刊し、編集長も務めた。
2002年からパートナーの女性と『ミレニアム』シリーズの執筆を始める。2004年に出版社と契約したが、同年に心臓発作により他界。
2005年に『ミレニアム1 ドラゴン・タトゥーの女』が出版。スウェーデンを始めとする全世界で800万部のベストセラーとなり、様々な賞を受賞した。テレビドラマ化や映画化された。

## 著書
- ミレニアムシリーズ
  - ミレニアム1 ドラゴン・タトゥーの女 Män som hatar kvinnor (2005)
  - ミレニアム2 火と戯れる女 Flickan som lekte med elden (2006)
  - ミレニアム3 眠れる女と狂卓の騎士 Luftslottet som sprängdes (2007)

## 受賞・ノミネート歴
| 作品                               | 年     | 賞                                               | 結果       |
| ---------------------------------- | ------ | ------------------------------------------------ | ---------- |
| ミレニアム1 ドラゴン・タトゥーの女 | 2006年 | ガラスの鍵賞                                     | 受賞       |
| ミレニアム1 ドラゴン・タトゥーの女 | 2008年 | ダンカン・ローリー・インターナショナル・ダガー賞 | ノミネート |
| ミレニアム1 ドラゴン・タトゥーの女 | 2008年 | 犯罪スリラー賞 インターナショナル作家賞          | 受賞       |
| ミレニアム1 ドラゴン・タトゥーの女 | 2008年 | Exclusive Books Boeke Prize                      | 受賞       |
| ミレニアム1 ドラゴン・タトゥーの女 | 2009年 | 翻訳ミステリー大賞                               | ノミネート |
| ミレニアム1 ドラゴン・タトゥーの女 | 2009年 | マカヴィティ賞 新人賞                            | ノミネート |
| ミレニアム1 ドラゴン・タトゥーの女 | 2009年 | アンソニー賞 長編賞                              | ノミネート |
| ミレニアム1 ドラゴン・タトゥーの女 | 2009年 | アンソニー賞 新人賞                              | 受賞       |
| ミレニアム1 ドラゴン・タトゥーの女 | 2009年 | バリー賞 英国ミステリ賞                          | 受賞       |
| ミレニアム1 ドラゴン・タトゥーの女 | 2009年 | British Book Awards スリラー賞                   | 受賞       |
| ミレニアム1 ドラゴン・タトゥーの女 | 2010年 | バリー賞 2000年代ベスト                          | 受賞       |
| ミレニアム1 ドラゴン・タトゥーの女 | 2010年 | このミステリーがすごい!                          | 2位        |
| ミレニアム2 火と戯れる女           | 2006年 | スウェーデン推理作家アカデミー賞 長編賞          | 受賞       |
| ミレニアム2 火と戯れる女           | 2009年 | 翻訳ミステリー大賞                               | ノミネート |
| ミレニアム2 火と戯れる女           | 2009年 | インターナショナル・ダガー賞                     | ノミネート |
| ミレニアム2 火と戯れる女           | 2010年 | アンソニー賞 長編賞                              | ノミネート |
| ミレニアム2 火と戯れる女           | 2010年 | ディリス賞                                       | ノミネート |
| ミレニアム2 火と戯れる女           | 2010年 | このミステリーがすごい!                          | 9位        |
| ミレニアム3 眠れる女と狂卓の騎士   | 2008年 | ガラスの鍵賞                                     | 受賞       |
| ミレニアム3 眠れる女と狂卓の騎士   | 2010年 | インターナショナル・ダガー賞                     | ノミネート |
| ミレニアム3 眠れる女と狂卓の騎士   | 2010年 | このミステリーがすごい!                          | 10位       |